# Plosca (gmina w okręgu Teleorman)
Plosca – gmina w Rumunii, w okręgu Teleorman. Obejmuje tylko jedną miejscowość Plosca. W 2011 roku liczyła 5900 mieszkańców. 